# ATP Birmingham 1973
L'ATP Birmingham 1973 è stato un torneo di tennis giocato sul sintetico indoor. È stata la 1ª edizione dell'ATP Birmingham, che fa parte del Commercial Union Assurance Grand Prix 1973. Si è giocato a Birmingham negli Stati Uniti, dal 17 al 20 gennaio 1973.

## Campioni

### Singolare
Sandy Mayer ha battuto in finale  Charles Owens con il punteggio di 6–4, 7–6

### Doppio
Pat Cramer /  Jürgen Fassbender hanno battuto in finale  Clark Graebner /  Ion Țiriac con il punteggio di 6–4, 7–5